# 김윤식 (1991년)
김윤식(한국 한자: 金允植, 1991년 3월 7일 ~ )은 대한민국의 전 축구 선수이며, 포지션은 수비수였다.